# Franz Ludwig Güssefeld

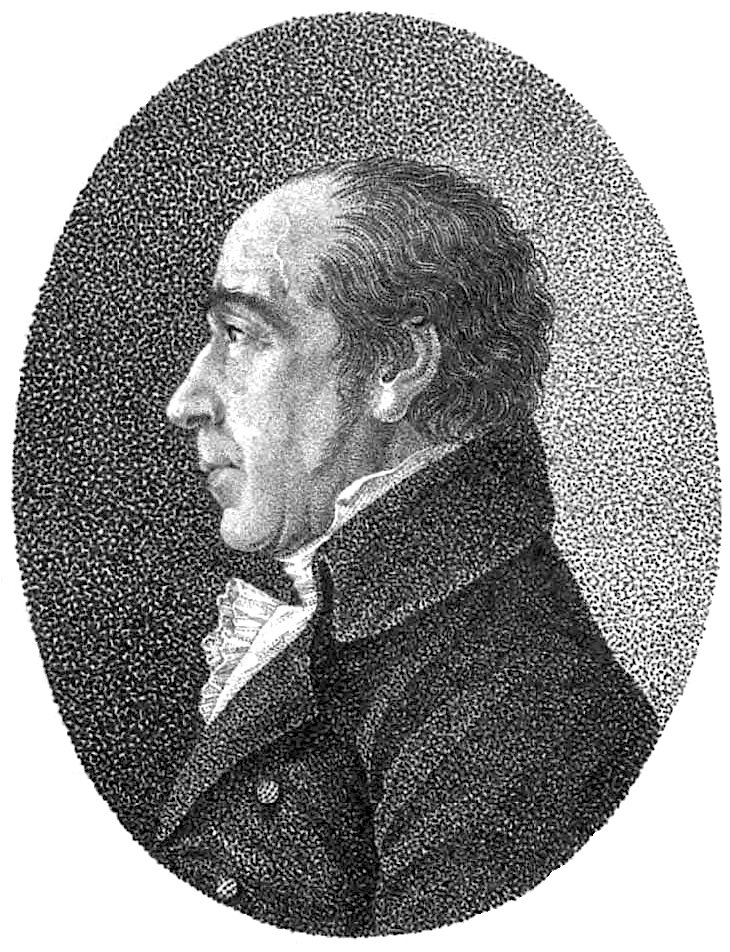
Franz Ludwig Güssefeld
(Kupferstich von 1808)

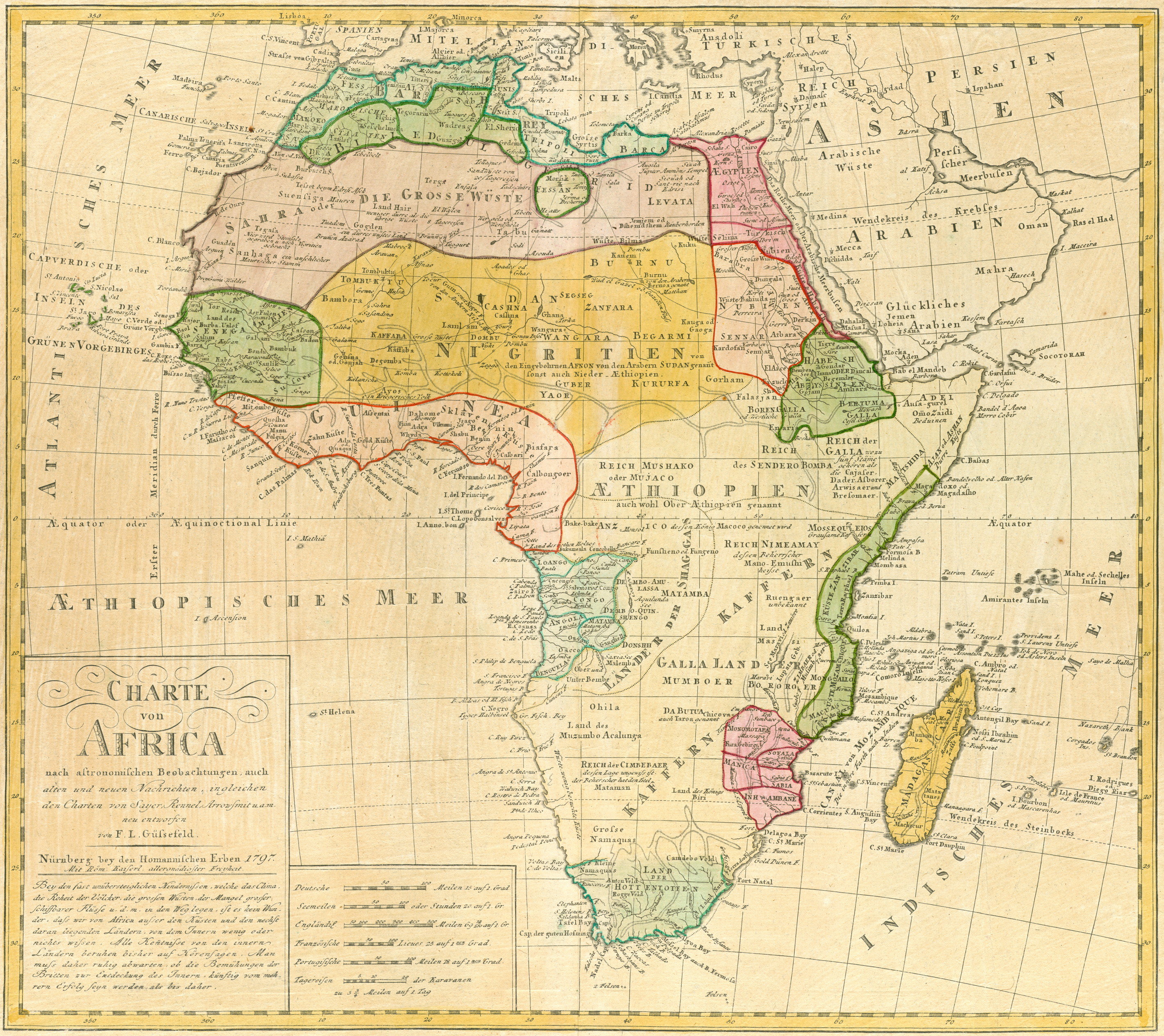
Afrikakarte von Güssefeld (1797)

Franz Ludwig Güssefeld (* 6. Dezember 1744 in Osterburg; † 17. Juni 1808 in Weimar) war ein preußischer Kartograph.

## Leben
Er zeigte schon in frühester Jugend Zeichentalent und Interesse für Landkarten und Geographie. So kam er zum Baudirektor Hahn nach Königsberg in Preußen. Mit diesem und J.J. Petris arbeitete er mit an der Vermessung des Netze-Bruches. Diese Messungen waren die Grundlage für die spätere Trockenlegung des Gebiets. Sein Versuch, zu den preußischen Pioniertruppen zu kommen, scheiterte dennoch. So ging er nach Sachsen-Weimar und wurde zunächst Forstrat. 1773 kam er in Kontakt mit dem Geographen Anton Friedrich Büsching, der ihn von nun an mit geographischen Daten versorgte. Seine Karte von Brandenburg erschien im Verlag Homanns Erben (Johann Baptist Homann). Er wurde für den Verlag ob seines Erfolges zum Retter. Er publizierte in den nächsten Jahren noch an die 100 weitere Karten. Sie waren alle für ihre Exaktheit berühmt und machten Güssefeld zu einem der angesehensten und produktivsten Kartographen der 2. Hälfte des 18. Jahrhunderts für den deutschen Raum. Ab 1808 arbeitete Güssefeld für das Landes-Industrie-Comptoir und Geographische Institut von Bertuch in Weimar.

## Familie
Sein Vater Franz Joachim Güssefeld (1702–1757) war Notar in und Senator in Seehausen, später (1731) wurde er noch Bürgermeister. Seine Mutter war Catharina Sophie Albrecht (1703–1775) die Tochter des Ratsherren Christoph Albrecht.
Er war seit 1780 mit Johanna Christiana Brunnquell (1744–1807) verheiratet und damit Schwiegersohn des Weimarer Bürgermeisters Daniel Wilhelm Brunnquell. Sie war geschieden und brachte vier Kinder mit in die Ehe. Das Paar hatte keine weiteren Kinder.
Auch sein Schwiegersohn in 1. Ehe Johann Valentin Blaufuß war Vermesser und Kartograph.